# Лог-Чезсошкий
Лог-Чезсоцький (словен. Log Čezsoški) — невелике поселення на лівому березі річки Соча в общині Бовець, Регіон Горишка, Словенія. Висота над рівнем моря: 344,4 м.